# Stichting Burger-Oorlogsgetroffenen
De Stichting Burger-Oorlogsgetroffenen (SBO) was van 1981 tot 2001 een Nederlandse stichting voor oorlogsgetroffenen onder burgers.

## Geschiedenis
In de De Gelderlander en De Volkskrant stond begin 1972 een oproep waarin burger-slachtoffers gevraagd werd om zich te melden. Burger-slachtoffers vormden een vergeten groep.
De oprichting van de werkgroep "Burger-oorlogsslachtoffers" was de eerste belangrijke stap richting één gezamenlijke belangenbehartiger voor de gehele doelgroep.
De werkgroep "Burger-oorlogsslachtoffers" zou de voorloper worden van de stichting Burger-Oorlogsgetroffenen.
De werkgroep "Burger-oorlogsslachtoffers" wilde burger-oorlogsslachtoffers behulpzaam te zijn bij het aanvragen van vergoedingen en uitkeringen. Verder streefde men een fundamentele verbetering van de hulpverlening aan burger-oorlogsslachtoffers na en wilde de werkgroep spreekbuis naar overheid, politiek en samenleving zijn.
Op 19 maart 1981 werd de werkgroep "Burger-oorlogsslachtoffers" omgezet in een stichting, de Stichting Burger-Oorlogsgetroffenen (SBO).
In 1990 gaf de stichting opdracht tot de oprichting van een gedenkteken om de brandgrens te markeren van het bombardement op Rotterdam in 1940, de Steen van de miljoenen tranen.
Op 1 oktober 1997 vond een Landelijke Contact- en Informatiedag van de stichting plaats in Apeldoorn. De Minister van Volksgezondheid, Welzijn en Sport Els Borst gaf bij die gelegenheid een toespraak.

## Wet uitkeringen burger-oorlogsslachtoffers 1940-1945
De werkgroep en later de SBO wilde een eigen wettelijke regeling voor burger-oorlogsslachtoffers. Door veel media-aandacht, een groeiende achterban en politieke steun werd op 31 maart 1984 de Wet uitkeringen burger-oorlogsslachtoffers 1940-1945 (Wubo) van kracht. Op basis van deze wet kunnen burger-oorlogsslachtoffers in aanmerking komen voor een uitkering.

## Epiloog
De Stichting Burger-Oorlogsgetroffenen ging per 1 januari 2001 op in de Stichting 1940-1945. De fusie was het gevolg van het kleiner worden van de doelgroep en de overweging dat in gezamenlijkheid een betere waarborg voor de kwaliteit van de dienstverlening in de toekomst kon worden geboden.